# Teoría de búsqueda y emparejamiento
En economía, la teoría de búsqueda y emparejamiento denominada en inglés Matching theory, es un marco matemático que intenta describir la formación de relaciones de beneficio mutuo a lo largo del tiempo.
La teoría de búsqueda y emparejamiento ha sido especialmente influyente en la economía laboral, en el que se ha utilizado para describir la formación de nuevos puestos de trabajo, así como para describir otro tipo de relaciones humanas, como el matrimonio. La teoría de búsqueda y emparejamiento evolucionó de un marco anterior llamado simplemente teoría de la búsqueda. Mientras que la teoría de la búsqueda estudia la decisión microeconómica de un buscador individual, la teoría de búsqueda y emparejamiento estudia los resultados macroeconómicos, cuando uno o más tipos de buscadores interactúan. Se ofrece una forma de modelar los mercados en los que las fricciones impiden el ajuste instantáneo del nivel de actividad económica. Entre otras aplicaciones, se ha utilizado como un marco para el estudio de desempleo friccional.
Uno de los fundadores de la teoría de búsqueda y emparejamiento es Dale T. Mortensen de la Universidad Northwestern. Una aproximación de este enfoque a los mercados de trabajo es el libro de Christopher A. Pissarides Equilibrium Unemployment Theory. Mortensen y Pissarides, junto con Peter A. Diamond, ganaron en 2010 Premio Nobel de Economía por sus contribuciones fundamentales a la teoría de búsqueda y emparejamiento.

## La función de emparejamiento
Una función de emparejamiento es una relación matemática que describe la formación de nuevas relaciones (también llamadas 'emparejamientos') de agentes no emparejados de los tipos adecuados. Por ejemplo, en el contexto de la formación de trabajo, funciones coincidentes a veces se supone que tienen la siguiente función Cobb-Douglas: 
{\displaystyle m_{t}\;=\;M(u_{t},v_{t})\;=\;\mu u_{t}^{a}v_{t}^{b}}
donde {\displaystyle \,\mu \,} ,{\displaystyle \,a\,}, y {\displaystyle \,b\,} son constantes positivas. En esta ecuación, {\displaystyle \,u_{t}\,} representa el número de demandantes de empleo no ocupados en la economía en un momento dado {\displaystyle \,t\,} , y {\displaystyle \,v_{t}\,}, es el número de puestos de trabajo vacantes de las empresas están tratando de llenar. El número de nuevas relaciones (partidos) creados (por unidad de tiempo) viene dada por {\displaystyle \,m_{t}\,}.
Una función de coincidencia es, en general, análoga a una función de producción. Pero mientras que una función de producción por lo general representa la producción de bienes y servicios de insumos como mano de obra y capital, una función de adaptación representa la formación de nuevas relaciones de los grupos de individuos incomparables disponibles. Las estimaciones de la función de adaptación del mercado laboral sugieren que tiene rendimientos constantes a escala , es decir, {\displaystyle a+b\approx 1}.
Si la proporción de puestos de trabajo que por separado (debido a despido, renuncia, etc) de un período al siguiente es {\displaystyle \,\delta \,}, entonces para calcular el cambio en el empleo de un periodo a otro, hay que añadir la formación de nuevos partidos y restar de la separación de los partidos viejos. Un período se puede tratar como una semana, un mes, un cuarto, o algún otro período de tiempo conveniente, dependiendo de los datos bajo consideración. (Para simplificar, estamos ignorando la entrada de nuevos trabajadores al mercado laboral, y la muerte o jubilación de los trabajadores de edad, pero estos problemas pueden explicarse así.) Supongamos que escribimos el número de trabajadores empleados en el periodo {\displaystyle \,t\,} como {\displaystyle \,n_{t}=L_{t}-u_{t}\,} , En donde {\displaystyle \,L_{t}\,} es la fuerza de trabajo en el período de {\displaystyle \,t\,}. Entonces, dada la función de emparejamiento se ha descrito anteriormente, la dinámica del empleo con el tiempo se daría por:
{\displaystyle n_{t+1}\;=\mu u_{t}^{a}v_{t}^{b}+(1-\delta )n_{t}}
Por simplicidad, muchos estudios tratan {\displaystyle \,\delta \,} como una constante fija. Sin embargo, la fracción de los trabajadores separan por un periodo de tiempo puede ser determinado endógenamente si suponemos que el valor de ser emparejado varía con el tiempo para cada par trabajador-empresa (debido, por ejemplo, a los cambios en la productividad ).

## Aplicaciones
La Teoría de búsqueda y emparejamiento se ha aplicado en muchos contextos económicos, entre ellos:
- Formación de puestos de trabajo, de los trabajadores desempleados y las vacantes abiertas por las empresas.[1][4]
- Formación de los matrimonios, de individuos no emparejados.
- La asignación de los préstamos de los bancos a los empresarios.[5]
- El papel del dinero en la facilitación de las ventas cuando los vendedores y compradores se reúnen.[6]

## Controversia
La teoría de búsqueda y emparejamiento ha sido ampliamente aceptada como una de las mejores descripciones disponibles de las fricciones en el mercado laboral, pero algunos economistas han cuestionado recientemente su precisión cuantitativa. Mientras que el desempleo presenta grandes fluctuaciones en el ciclo económico, Robert Shimer ha demostrado que las versiones estándar de los modelos basados en esta teoría predicen fluctuaciones mucho más pequeñas en el desempleo.